# Republikflucht
Republikflucht – oficjalne określenie w Niemczech Wschodnich na emigrację do Niemiec Zachodnich. W okresie 45 lat istnienia dwóch państw niemieckich od 1945 do 1990 roku podejmowane były liczne próby ucieczki przez granicę między państwami niemieckimi, wiązało się to z licznymi ofiarami.

## Przepływ uchodźców i próby ucieczki
W okresie od 1950 do 1988 roku około 4 milionów Niemców z NRD wyemigrowało na Zachód. 3,454 mln z nich przeniosło się w okresie między 1950 i budową Muru Berlińskiego w 1961 roku. Zdecydowana większość po prostu przechodziła przez granicę lub, po 1952 roku, wychodziła przez Berlin Zachodni. Liczba nielegalnych przekroczeń granicy spadła drastycznie, gdy została wzmocniona granica i wybudowano Mur Berliński. Liczba ta zmniejszała się nadal, gdyż przez kolejne dekady udoskonalano ochronę granicy. W 1961 roku przez granicę uciekło 8507 ludzi, większość z nich przez Berlin Zachodni. Już w roku budowy muru berlińskiego zmniejszyła się liczba zbiegłych o 75%, do około 2300 rocznie do końca dekady. Mur zmienił Berlin z jednego z najłatwiejszych miejsc do przekroczenia granicy ze Wschodu w jedno z najbardziej skomplikowanych. Liczba uciekinierów spadła jeszcze do 868 rocznie w ciągu lat 70. i tylko 334 rocznie w okresie między 1980 i 1988 r. Uciekinierzy stanowili jednak niewielki odsetek ogólnej liczby emigrantów z Niemiec Wschodnich. Znacznie więcej ludzi opuściło kraj po otrzymaniu oficjalnych zezwoleń, uciekając przez kraje trzecie lub po daniu okupu przez rząd zachodnioniemiecki. W 1980 roku, tylko około 1% z tych, którzy opuścili wschodnią część Niemiec, zrobiło to uciekając przez granicę.
|                 | Ogółem  | Oficjalne zezwolenia | Drogą przez inne kraje | Ucieczki | Wykupieni przez Niemcy Zachodnie |
| 1962–1970       | 229.652 | 146.129              | 56.970                 | 21.105   | 5.448                            |
| 1971–1979       | 131.176 | 85.434               | 27.576                 | 7.816    | 10.350                           |
| 1980–1988       | 203.619 | 150.918              | 36.152                 | 2.672    | 13.872                           |
| Ogółem (+ 1961) | 616.066 | 382.481              | 163.815                | 40.100   | 29.670                           |

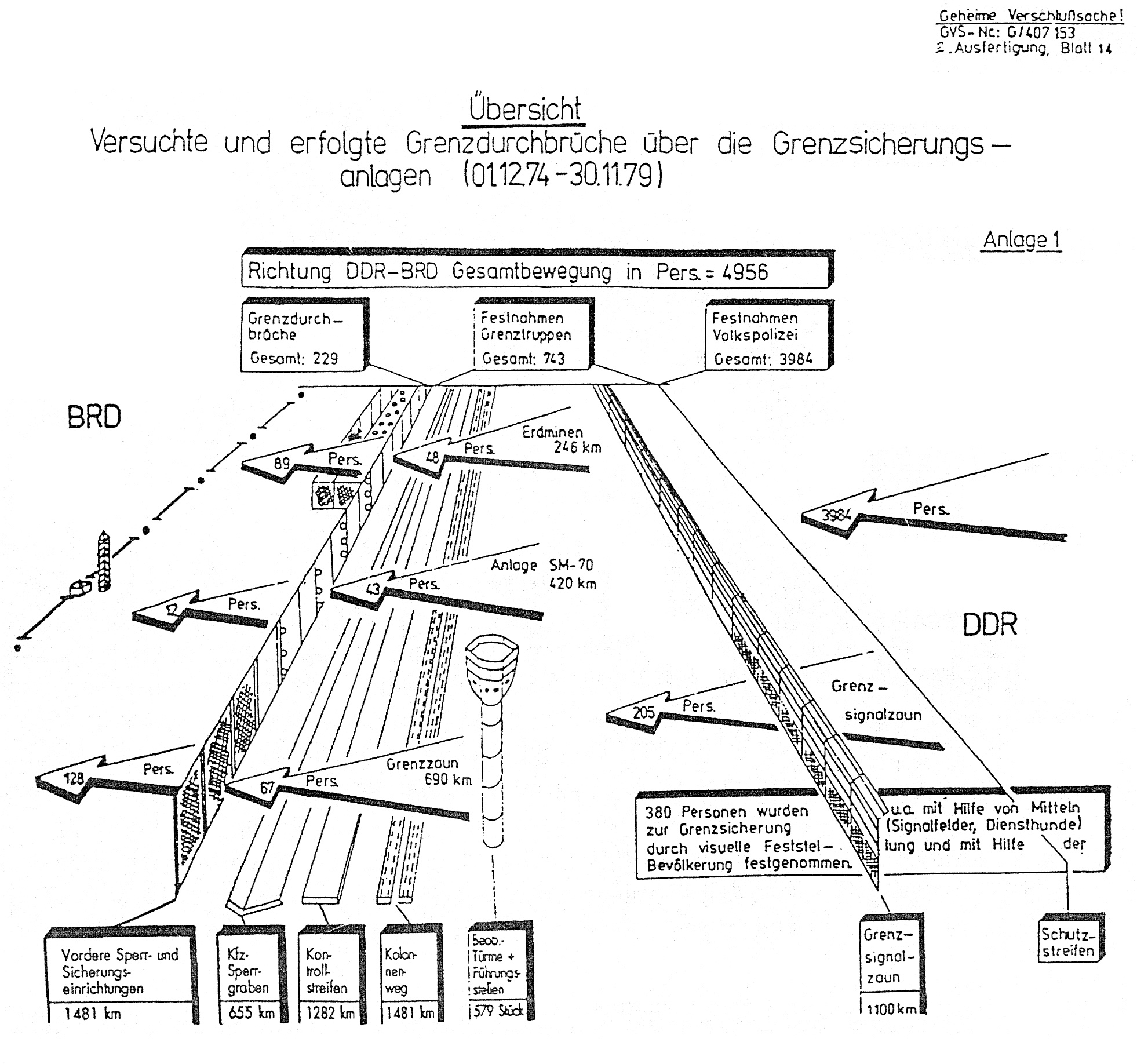
Wschodnioniemiecki diagram pokazujący liczbę ucieczek w latach 1974–1979

Podejmujący próby ucieczki z NRD mieli różne motywy. Zdecydowana większość z nich działała z powodów ekonomicznych: szukała na Zachodzie poprawy swoich warunków mieszkaniowych i możliwości. Niektórzy uciekli z powodów politycznych, ale też wiele osób zostało zmuszonych do ucieczki wydarzeniami społecznymi i politycznymi. Wprowadzenie kolektywnego rolnictwa i stłumienie w 1953 r. powstania w NRD skłoniło tysiące ludzi do ucieczki na Zachód, podobnie jak dalsza przymusowa restrukturyzacja gospodarki w 1960 roku. Tysiące uciekło, w rezultacie likwidacji miejscowości wzdłuż granicy. W 1980 roku, gdy gospodarka Niemiec Wschodnich uległa stagnacji i pogorszyły się warunki życia, liczba uciekających ponownie wzrosła.
Próby ucieczki przez granicę były dokładnie badane i rejestrowane przez władze NRD w celu wykrycia ewentualnych słabych punktów. Było to wykorzystywane przy wzmacnianiu fortyfikacji w zagrożonych obszarach. Armia wschodnioniemiecka (NVA) i Ministerstwo Bezpieczeństwa Państwowego (Stasi), przeprowadzały badania statystyczne w celu identyfikacji trendów. Na przykład jedno z badań było przeprowadzone przez NVA w końcu lat 1970. w celu ustalenia próby „przełamania granicy” (Grenzdurchbrüche). Okazało się, że 4956 osób próbowało przekroczyć granicę między 1 stycznia 1974 roku i 30 listopada 1979 roku. Z tych, 3984 osób (80,4%) zostało aresztowane przez Volkspolizei w Sperrzone, zewnętrznej strefie zastrzeżonej. 205 osób (4,1%) zostało wykryte dzięki ogrodzeniu sygnalizacyjnemu. W ramach wewnętrznej strefy bezpieczeństwa (Schutzstreifen), zostały jeszcze aresztowane przez straż graniczną 743 osoby (15%). 48 osób (1%) zostało zatrzymane, czyli zabite lub ranne, w wyniku eksplozji min piechotnych i 43 osoby (0,9%) przez miny kierunkowe SM-70, działające na granicy ogrodzenia. Jeszcze 67 osób (1,35%) zostało przechwycone na granicy ogrodzenia (zabitych lub aresztowanych). Badania wykazały skuteczność SM-70 jako środka do zatrzymania ludzi próbujących sforsować ogrodzenie.
W sumie 229 osób – tylko 4,6% próbujących ucieczek, co stanowiło mniej niż jedną dwudziestą – przekroczyło z powodzeniem ogrodzenie graniczne. Z nich najwięcej (129, lub 55% pomyślnych ucieczek) udało się dokonać przez ogrodzenie w niezaminowanych sektorach. 89 osobom (39% uciekinierów) udało się pokonać oba pola minowe i zapory na granicy, ale tylko 12 osobom (6% ogółu) udało się przejść miny SM-70.
Próby ucieczki były surowo karane przez wschodnioniemieckie władze. Od 1953 reżim określał akt ucieczki jako Republikflucht (dosłownie „ucieczka z republiki”), przez analogię do istniejącego terminu wojskowego Fahnenflucht („dezercja”). Zbieg, któremu się powiodło, nie był określany jako Flüchtling („uciekinier”), ale Republikflüchtiger („dezerter z republiki”). Tych, którzy próbowali uciec nazywano Sperrbrecher (dosłownie „łamiący blokadę”, ale w bardziej wolnym tłumaczeniu jako „wichrzycieli granicy”). Ci, którzy pomogli uciekinierom nie byli określani jako Fluchthelfer („pomocnicy w ucieczce”), ale Menschenhändler („handlarze ludźmi”). Takie ideologiczne zabarwienie języka umożliwiało władzom przedstawianie przekraczających granicę jako niewiele lepszych od zdrajców i przestępców. W Niemczech Wschodnich propagandowa broszura opublikowana w 1955 roku przedstawiała oficjalny punkt widzenia na uciekinierów:

Zarówno z punktu widzenia moralnego, jak również z punktu widzenia interesów całego narodu niemieckiego, opuszczenie NRD jest aktem zacofania i deprawacji moralnej i politycznej.
Czy ci, którzy pozwolili siebie zrekrutować wiedzą, czy nie, obiektywnie służą zachodnioniemieckiej reakcji i militaryzmowi. Czy to nie jest to podłe, gdy dla kilku intrygujących ofert pracy lub innych fałszywych obietnic „gwarantowanej przyszłości” ktoś opuszcza kraj, w którym kiełkuje nasienie nowego i piękniejszego życia i już widać pierwsze owoce, dla miejsca, które sprzyja nowej wojnie i zniszczeniu?
Czy nie jest to akt deprawacji politycznej, gdy obywatele, młodzi ludzie, pracownicy lub przedstawiciele inteligencji, opuszczają i zdradzają to, co nasi ludzie stworzyli w naszej republice dzięki wspólnej pracy, by zaoferować się do amerykańskich i brytyjskich służb specjalnych lub pracować dla zachodnioniemieckich fabrykantów, junkrów lub militarystów? Pozostawiając ziemię postępu dla bagna historycznie przestarzałego porządku społecznego wykazując zacofanie polityczne i ślepotę?...
Robotnicy całych Niemiec będą żądać kary dla tych, którzy dzisiaj opuścili Niemiecką Republikę Demokratyczną, silny bastion walki o pokój, aby służyć śmiertelnemu wrogowi narodu niemieckiego, imperialistom i militarystom.

Opuszczenie ojczyzny (Republikflucht) stało się przestępstwem w 1957 roku, było zagrożone karą grzywny i do trzech lat pozbawienia wolności. Wszelkie działania związane z próbą ucieczki były przedmiotem tego prawa. Zatrzymani na gorącym uczynku byli często sądzeni za szpiegostwo, a także stosowano wobec nich proporcjonalnie bardziej surowe kary. Niektórzy uciekinierzy zostali straceni, niekiedy deportowani do ZSRR, gdzie miała być wykonana kara śmierci Ponad 75 000 osób – średnio ponad siedem osób dziennie – było aresztowane za próbę ucieczki przez granicę, otrzymując średnio karę od jednego do dwóch lat pozbawienia wolności. Strażnicy graniczni, którzy próbowali uciec, byli traktowani znacznie surowiej i byli skazywani średnio na karę do pięciu lat więzienia Ci, którzy pomagali uciekinierom, również podlegali karom więzienia lub przesiedlenia do odległych miejscowości. Około 50 000 Niemców wschodnich spotkał taki los w latach od 1952 do 1989.

## Metody ucieczek

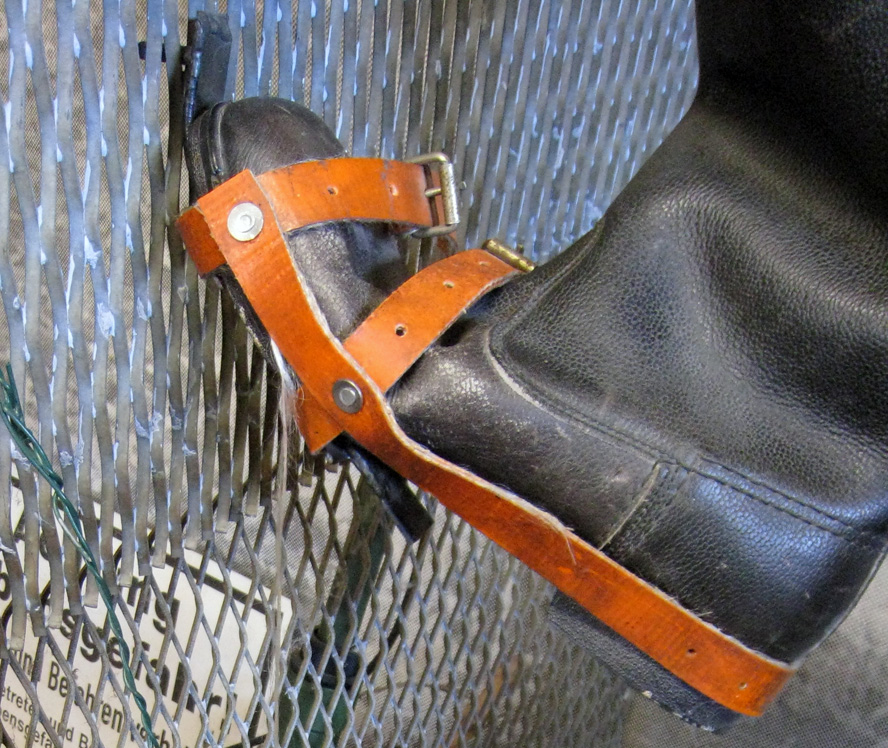
But wyposażony w haki umożliwiające wspinaczkę po płocie granicznym

Uchodźcy stosowali różne metody, aby uciec przez granicę. Zdecydowana większość przekroczyła ją pieszo, chociaż niektórzy wybrali bardziej niezwykłe trasy. Jedną z najbardziej spektakularnych była ucieczka ośmiu osób z dwóch rodzin we wrześniu 1979 roku w wykonanym w domu balonie na gorące powietrze. Podczas lotu osiągnęli wysokość ponad 2500 m i wylądowali w pobliżu zachodnioniemieckiego miasta Naili. Ucieczka była inspiracją do powstania filmu Na drugą stronę. Inne ucieczki bardziej opierały się na sile fizycznej i wytrzymałości. Uciekinier w 1987 roku użył haków rzeźnickich do przekroczenia ogrodzenia granicznego, a w 1971 roku lekarz przepłynął 45 km Bałtykiem z Rostocku prawie na duńską wyspę Lolland, zanim został wyłowiony przez zachodnioniemiecki jacht. Inny uciekinier użył materaca powietrznego, aby uciec przez Morze Bałtyckie w 1987 roku. Masowe ucieczki były rzadkością. Jedna z niewielu udanych odbyła się 2 października 1961 roku, kiedy 53 osoby z granicznej wsi Böseckendorf – jedna czwarta ludności wsi – uciekły en masse, po czym jeszcze 13 mieszkańców, w lutym 1963 roku.
Do niezwykłej masowej ucieczki doszło we wrześniu 1964 roku, kiedy to 14 osób, w tym jedenaścioro dzieci, zostało przywiezione przemytem przez granicę w ciężarówce chłodni. Udało im się uniknąć wykrycia, gdyż ukryli się w drodze na Zachód w tuszach zabitych i wypchanych świń.
Pracujący na lub w pobliżu granicy od czasu do czasu mogli wykorzystać do ucieczki uprzywilejowany dostęp i wiedzę. Spowodowało to szczególne zagrożenie dla straży granicznej, gdyż ich koledzy otrzymali rozkaz strzelania bez ostrzeżenia, gdyby zauważono podejmowanie próby ucieczki. Na dylematy, z jakimi się to wiązało, napotkano się w maju 1969 roku w związku z ucieczką żołnierza i podoficera ze straży granicznej. Podczas ucieczki podoficera żołnierz, Jürgen Lange, postanowił do niego nie strzelać. Lange, jako narażony na dotkliwe kary ze strony przełożonych za niewykonanie rozkazu strzelania, uciekł po dziesięciu minutach. Gdy dotarł na Zachód, Lange odkrył, że jego karabin był przedmiotem wcześniejszego sabotażu przez podoficera, aby uniemożliwić mu oddanie strzału w pierwszej kolejności. Radzieccy żołnierze też czasami uciekali za granicę, chociaż było to bardzo rzadkie. W latach 1953–1984 powiodło się tylko osiem takich dezercji.
Ruch nie był jednostronny; tysiące osób rocznie emigrowało również z Niemiec Zachodnich do Niemiec Wschodnich. Wschodnioniemiecka prasa opisywała takich ludzi jako „uchodźców ze strefy zachodniej” zmagających się z „presją polityczną”, „wzrostem bezprawia” lub „pogorszeniem warunków gospodarczych”. Badania przeprowadzone przez rząd Niemiec Zachodnich wykazały bardziej prozaiczne przyczyny, takie jak problemy małżeńskie, alienację rodzinną i nostalgię tych, którzy mieszkali w przeszłości w Niemczech Wschodnich. Pewna liczba alianckich żołnierzy, w tym wojsk Wielkiej Brytanii, Francji, Niemiec i Stanów Zjednoczonych, także przeszła na stronę wroga. Do końca zimnej wojny co najmniej 300 obywateli Stanów Zjednoczonych uciekło przez żelazną kurtynę z wielu powodów – czy to aby uniknąć zarzutów politycznych, czy dlatego, że (jak to ujął Petersburg Times) „głodni dziewczyn GI’s ulegli pokusie z uwodzicielskich syren nagradzających w baśniach żołnierzy na pustyni miłości po tym, jak przekroczą granicę”. Losy takich uciekinierów znacznie się różniły. Niektórzy z nich zostali wysłani prosto do łagrów z zarzutem szpiegostwa. Inni popełnili samobójstwo, a niektórzy z nich mogli znaleźć sobie żony i pracę po wschodniej stronie granicy.

## Rozkaz strzelania
Od 1945 roku, osoby przekraczające bez zezwolenia wewnętrzne granice pomiędzy Niemcami ryzykowały, że mogą być zastrzelone przez Rosjan lub straż graniczną NRD. Użycie śmiercionośnej broni było wynikiem Schießbefehl („rozkazu strzelania”). Został on oficjalnie wprowadzony w życie jeszcze w 1948 roku, kiedy zostały upublicznione przepisy regulujące użycie broni palnej na granicy. Rozporządzenie wydane wschodnioniemieckiej policji 27 maja 1952 r. stanowiło, że „nieposłuszni rozkazom straży granicznej spotkają się z użyciem broni”. Od 1960. do końca lat 1980., strażnicy codziennie dostawali ustne rozkazy (Vergatterung), „aby namierzyć, aresztować lub zniszczyć naruszających granicę”. NRD oficjalnie ujednoliciła swoje zasady użycia broni w marcu 1982 roku, kiedy ustawa o granicy państwowej postanowiła, że broń będzie użyta, aby „w maksymalnym stopniu wykorzystać siłę” wobec tych, którzy „publicznie próbują przebić się przez granicę państwa”. Kierownictwo NRD jasno potwierdziło stosowanie śmiercionośnej broni. Generał Heinz Hoffmann, minister obrony NRD, oświadczył w sierpniu 1966 r., że „każdy, kto nie szanuje naszej granicy poczuje kulę”. W 1974 roku Erich Honecker, przewodniczący Narodowej Rady Obrony NRD, oznajmił: „broń palna będzie bezlitośnie wykorzystywana w przypadku próby przebicia się przez granicę, a towarzysze, którzy z powodzeniem wykorzystali broń zasługują na wysoką ocenę”.
Wschodnioniemieccy strażnicy mieli standardowe procedury postępowania, które należało przestrzegać w przypadku wykrycia obcych w strefie przygranicznej. (Zachodni Niemcy nazywali pas kontrolny „pasem śmierci” (Todesstreifen), gdzie śmiercionośna broń mogła być użyta w dowolnym miejscu wzdłuż granicy – co nie zależało od przebywania na lub przecięcia pasa kontrolnego). Jeśli człowiek był mniej niż 100 metrów od pasa, strażnik graniczny wydawał pierwszy rozkaz: „Stój! Posterunek graniczny! Ręce do góry!” („Halt! Grenzposten! Hände hoch!”) lub „Stój, bo strzelam!” („Halt! Stehenbleiben, oder ich schieße!”). Jeśli człowiek był dalej lub na zachodniej stronie ogrodzenia strażnicy mogli strzelać bez ostrzeżenia. Jeśli uciekinierem był strażnik graniczny, mógł być zastrzelony z każdej odległości, bez wcześniejszego ostrzeżenia. Strażnicy zostali poinstruowani, aby nie strzelać, jeśli może być trafiony niewinny przechodzień, lub gdy uciekinier znajdował się na zachodnioniemieckim terytorium, lub jeśli linia ognia znajdowała się w Zachodnich Niemczech. W praktyce jednak strzały z NRD często padały na zachodnioniemieckie terytorium.
Funkcjonariusze straży granicznej byli pod silnym wpływem rozkazu Schießbefehl. Jeśli strzelali do uciekinierów byli nagradzani medalami, premiami i niekiedy awansowani. Jednym z typowych przykładów było nagrodzenie zabójcy niedoszłego uciekiniera z Berlina Wschodniego w lutym 1972 roku dekoracją „Orderem zasługi wojsk granicznych NRD” i premią w wysokości 150 marek. W sytuacji odwrotnej, gdy podejrzewano, że strażnik celowo unikał strzału lub się ociągał, byli karani.
Schießbefehl budził silne kontrowersje na Zachodzie i był celem krytyki ze strony Zachodnich Niemiec. Zachodnioniemieckie władze uruchomiły Centralny Urząd Rejestracji (Zentrale Erfassungsstelle der Landesjustizverwaltungen), aby gromadzić szczegóły o śmierciach na granicy, z ostatecznym celem ścigania sprawców. To bardzo niepokoiło władze wschodnioniemieckie, które wielokrotnie, ale bezskutecznie, domagały się likwidacji urzędu. Władze NRD czasami zawieszały wykonywanie Schießbefehl w przypadku, gdy byłoby politycznie niewygodne tłumaczenie śmierci uchodźców, na przykład, podczas wizyty w NRD francuskiego ministra spraw zagranicznych w 1985 roku. Było to także problemem dla wielu strażników granicznych NRD i było czynnikiem motywującym, powiększającym liczbę ucieczek, gdyż strażnicy przeżywający kryzys zaufania dezerterowali z powodu niechęci strzelania do rodaków.

## Śmierć na granicy
Jeszcze nie wiadomo dokładnie, ile osób zginęło na wewnętrznej granicy Niemiec i kim były te ofiary, gdyż w Niemczech Wschodnich takie informacje były traktowane jako ściśle tajne. Ale od momentu zjednoczenia, odkąd zostały zebrane dokumenty ze Wschodnich Niemiec, liczby stale rosły. Aktualnie, z nieoficjalnych danych wynika, że liczba ta dochodzi do 1100 osób, choć oficjalnie opublikowane dane dają mniejszą liczbę ofiar przed i po zakończeniu budowy muru berlińskiego.
|                              | Do 13 sierpnia 1961 roku (1) | Po 13 sierpnia 1961 (1) | Ogółem (1) | Ogółem (2) |
| Wewnętrzna granica niemiecka | 100                          | 271                     | 371        | 290        |
| Berlin granica/mur           | 16                           | 239                     | 255        | 96         |
| Morze Bałtyckie              | 15                           | 174                     | 189        | 17         |
| Straż graniczna NRD          | 11                           | 16                      | 27         | –          |
| Wojska radzieckie            | 1                            | 5                       | 6          | –          |
| Obwodnica berlińska          | –                            | –                       | –          | 90         |
| Zestrzelenie samolotu        | 14                           | 3                       | 17         | –          |
| Ogółem                       | 160                          | 753                     | 916        | 519        |

(1) Dane z Arbeitsgemeinschaft 13. August
(2) Dane z Zentrale Erfassungsstelle für Regierungs – und Vereinigungskriminalität

Było wiele przyczyn śmierci na wewnętrznej granicy niemieckiej. Niektórzy uciekinierzy zostali zastrzeleni przez straż graniczną, inni weszli na miny i miny-pułapki. Znaczna liczba utonęła podczas próby przekroczenia Bałtyku i Łaby. Niektórzy zmarli na atak serca podczas próby ucieczki; w jednym przypadku, dziecko zmarło, gdy rodzice dali mu środki nasenne, aby było ciche podczas przeprawy.
Nie wszyscy zabici na granicy próbowali uciec. 13 października 1961 roku Kurt Liechtenstein, dziennikarz Westfälische Rundschau, został zastrzelony na granicy w pobliżu wsi Zicherie po tym, jak próbował porozmawiać z robotnikami rolnymi z Niemiec Wschodnich. Jego śmierć wywołała potępienie ze strony wszystkich sił politycznych w Niemczech Zachodnich; był on byłym parlamentarzystą Niemieckiej Partii Komunistycznej. Ten incydent sprawił, że studenci z Brunszwiku protestując przeciwko zbrodni umieścili na granicy znak pamiątkowy. Oczywista pomyłka z dokumentami na przejściu granicznym doprowadziła w sierpniu 1976 roku do zastrzelenia Benito Corghi, włoskiego kierowcy ciężarówki. Zmarły był członkiem Włoskiej Partii Komunistycznej, która potępiła zbrodnię. Epizod mocno zakłopotał rząd Niemiec Wschodnich i spowodował nadzwyczajne przeprosiny. W jednej ze znanych strzelanin 1 maja 1976 roku zginął były wschodnioniemiecki więzień polityczny, Michael Gartenschläger, którzy uciekł na Zachód kilka lat wcześniej. Wpadł w zasadzkę i został zabity przez oddział komandosów Stasi na granicy w pobliżu Büchen, gdy próbował rozbroić minę przeciwpiechotną SM-70. Kiedy jego ciało zostało pochowane zostało opisane po prostu jako „nieznane ciało wyłowione z wody”. Jednak po akcji w raporcie Stasi napisano, że „zanim zdołał zrealizować akt usunięcia miny, Gartenschläger został zlikwidowany przez siły bezpieczeństwa NRD”.
25 wschodnioniemieckich strażników granicznych zmarło po ostrzale z zachodniej strony granicy, w starciu z uciekinierami lub (często przypadkowo) swoich kolegów. Rząd NRD opisywał je jako „ofiary napadów i imperialistycznych prowokacji przeciwko granicy państwowej NRD” i twierdził, że „bandyci” na Zachodzie strzelając bez ostrzeżenia do strażników granicznych wykonują swoje obowiązki – traktowane jako zdarzenie nie rejestrowane na Zachodzie jako incydent graniczny.
Obie strony upamiętniały swoje ofiary w znacząco odmienny sposób. Różne, głównie nieformalne pomniki zostały postawione po zachodniej stronie przez ludzi dążących do upamiętnienia ofiar granicy. Zachodni Niemcy, tacy jak Michael Gartenschläger i Kurt Liechtenstein zostali upamiętnieni tablicami i pomnikami, z których niektóre były budowane przy wsparciu rządu. Po zainicjowaniu w latach 1970. polityki odprężenia stało się to politycznie niewygodne i w dużej mierze zaprzestano pomocy państwa przy budowie przygranicznych miejsc pamięci. Tabu otaczające w Niemczech Wschodnich uciekinierów oznaczało, że zdecydowana większość zgonów nie była ogłaszana i upamiętniana. Jednak strażnicy, którzy zginęli na granicy byli przedstawiani przez wschodnioniemieckie władze jako „męczennicy”. W Berlinie Wschodnim postawiono cztery kamienne pomniki upamiętniające ich śmierć. Reżim nazywał szkoły, koszary i inne miejsca użyteczności publicznej po śmierci strażników ich imieniem i używał ich pomników, jako miejsca pielgrzymek, aby pokazać, że (jak to ujmował slogan) „ich zgon to nasze zaangażowanie” do utrzymania granicy. Po 1989 roku pomniki te były wandalizowane, zaniedbane i ostatecznie usunięte.
Kilku uciekinierów ze Wschodnich Niemiec było upamiętnionych na Zachodzie, jednak ich tożsamość była w większości nieznana aż do 1989 roku. Jednym chlubnym wyjątkiem był Helmut Kleinert, 23-latek z Quedlinburga w Saksonii-Anhalt, który został zastrzelony z karabinu maszynowego 1 sierpnia 1963 roku, kiedy on i jego 22-letnia ciężarna żona próbowali przekroczyć granicę w rejonie Hohegeiß w Harzu. Pomnik „nieznanego” został wkrótce wzniesiony przez mieszkańców po zachodniej stronie granicy. Kiedy tożsamość Kleinerta stała się znana na zachodzie, jego nazwisko zostało dodane do pomnika. Miejsce stało się czymś w rodzaju sanktuarium ze stosami kwiatów i wieńców składanymi przez odwiedzających. Władze wschodnioniemieckie kategorycznie protestowały i obok wzniosły strażnicę, z której przez granicę nadawano groźby i komunistyczną propagandę. Ostatecznie, w sierpniu 1971 roku, pomnik został zastąpiony przez kamień ustawiony 150 metrów dalej, poza zasięgiem widoku granicy.